# Kári Árnason
Kári Árnason (født 13. oktober 1982) er en islandsk tidligere fodboldspiller. Árnason var primært central midtbanespiller, men kunne også spille i det central midterforsvar og på højre midtbane.
Árnason har tidligere spillet i Malmö FF, Rotherham, Valur, Vikingur Reykjavik, Djurgårdens IF, AGF, Esbjerg fB, Plymouth Argyle og Aberdeen FC. Han var svensk mester og pokalvinder i 2005 med Djurgårdens IF.
Árnason har desuden i en årrække repræsenteret Islands landshold, og var med i truppen til både EM 2016 i Frankrig og VM i 2018 i Rusland.